# Chiesa di San Michele Arcangelo (San Michele di Feletto)
La chiesa di San Michele Arcangelo è il principale luogo di culto cattolico ubicato a San Michele di Feletto, frazione di San Pietro di Feletto (TV).

## Storia
La dedicazione e la fondazione di questo luogo sacro è molto probabilmente da legare alla presenza dei camaldolesi nel territorio felettano, la cui sede era nell'eremo di Rua.
Si ha notizia dell'esistenza della chiesa di San Michele già nel 1474, in occasione di una visita vescovile, ma forse essa risale al XIII secolo.
La chiesa fu più volte restaurata e modificata, tra i secoli XVI e XVIII. Al 1887 si devono i lavori di rifaciento che portarono la chiesa alle attuali dimensioni, con l'aggiunta delle due navatelle. Nella prima metà del XX secolo, Domenico Rupolo provvide al restauro del campanile.
Nel 1961, l'allora vescovo Albino Luciani consacrò questa chiesa, che era divenuta parrocchia solo dieci anni prima.
Attualmente questa chiesa è filiale della parrocchiale di Santa Maria di Feletto.

## Descrizione
Esternamente la chiesa di San Michele si presenta con facciata a salienti, aperta da un disadorno portale rettangolare, sopra cui si aprono un oculo e una bifora. Il campanile si erge sul retro della chiesa, adiacente alla navata destra: ha la cella campanaria aperta da bifore ed è terminato da una merlatura, tra la quale spicca un'appuntita cuspide.
All'interno, a tre navate, è conservata una pala d'altare di Ermano Bongardo da Spresiano, artista locale del XVIII secolo, rappresentante L'Arcangelo Michele, San Biagio, la Madonna ed il Bambino.